# Teodora Gheorghiu
Teodora Gheorghiu, née à Brașov (Roumanie), est une cantatrice roumaine (soprano coloratura).

## Biographie

### Formation
Teodora Gheorghiu étudie d’abord la flûte traversière avant de se tourner vers le chant. Elle reçoit sa formation auprès de Niculina Mirea et Gheorghe Rosu à l’Académie de musique Gheorghe-Dima à Cluj-Napoca en Roumanie, et participe, par la suite, à de nombreuses classes de maîtres internationaux. Après avoir reçu des récompenses pour la meilleure interprétation à d’importants concours de chant en Roumanie, elle est lauréate de plusieurs concours de chant internationaux dont le Concours musical international Reine Élisabeth de Belgique à Bruxelles, ou les concours Julian-Gayarre à Pampelune et Georges-Enesco à Bucarest.

### Sur scène
En 2003, elle fait ses débuts d’opéra avec le rôle de la Reine de la nuit (Die Zauberflöte) à l’opéra national de Bucarest La même année, elle reçoit la bourse du Centre Herbert von Karajan attribué par le Wiener Staatsoper et donne, en 2004, ses débuts au Staatsoper de Vienne. Pour la saison 2004/2005, elle part en Belgique et fait partie de l’Opéra studio de la Chapelle musicale Reine Élisabeth de Bruxelles, où elle se perfectionne auprès de Susanna Eken et José Van Dam.
De 2005 à 2007, elle rejoint la troupe fixe du Théâtre de Lucerne, en Suisse. C’est le directeur artistique du Staatsoper de Vienne, Ioan Holender, qui la fait revenir en Autriche ; il l’engage pour la durée de trois saisons (2007-2010) en tant que membre permanent de la troupe. Elle y interprète notamment les rôles de Adele (Die Fledermaus), la Reine de la nuit (Die Zauberflöte), Nannetta (Falstaff), Fiakermilli (Arabella), Adina (L'elisir d'amore), Elvira (L'italiana in Algeri), Sophie (Werther) et Eudoxie (La Juive).
C’est depuis Vienne qu’elle établit également les fondements de sa carrière internationale : Teodora Gheorghiu s’est produite au Théâtre de La Monnaie à Bruxelles, au Théâtre de Lucerne, à l’Opéra national de Lorraine à Nancy, au Grand Théâtre de Genève, à l’Opéra de Lausanne et au Théâtre des Champs-Élysées à Paris, où on l'entend, entre autres, dans les rôles de Rosina (Il barbiere di Siviglia) ou Musetta (La Bohème).
En 2009, elle endosse le rôle la Chanteuse italienne (Capriccio) au Festival Richard Strauss à Garmisch-Partenkirchen. A l'été 2011, elle donne une série de concerts, dont un récital, au Festival international d'opéra baroque de Beaune.
Teodora Gheorghiu a travaillé avec des chefs d’orchestre tels que Seiji Ozawa, Franz Welser-Möst, Marco Armiliato, Bertrand de Billy, Peter Schneider, Ádám Fischer ou Christophe Rousset.

## Prix et récompenses
- 2002 – Prix spécial et bourse José Carreras au Concours international Julian Gayarre à Pamplone, Espagne[3].
- 2003 – 2e Prix au Concours international George Enescu à Bucarest, Roumanie.
- 2004 – 4e Prix au Concours Reine Élisabeth à Bruxelles, Belgique[4].
- 2004 – Bourse d’études du Centre Herbert von Karajan du Wiener Staatsoper.

## Discographie
Arias for Anna de Amicis (1733-1816) : airs de W. A. Mozart, C. W. Gluck, G. B. Borghi, N. Jommelli, J. Mylsiveček, J.C. Bach et P. Cafaro. 
Distribution : Teodora Gheorghiu, Les Talens Lyriques / Christophe Rousset. Paru chez Aparté / Harmonia Mundi, 2011.